# Pontey
Pontey este o comună din regiunea Valle d'Aosta, Italia, cu o populație de 790 locuitori (1 ianuarie 2023) și o suprafață de 15,75 km².

## Demografie
Pontey - evoluția demografică

|  | Graficele sunt indisponibile din cauza unor probleme tehnice. Mai multe informații se găsesc la Phabricator și la wiki-ul MediaWiki. |

Date: Recensăminte sau birourile de statistică - grafică realizată de Wikipedia